# Dysithamnus puncticeps
A Dysithamnus puncticeps a madarak osztályának verébalakúak (Passeriformes) rendjébe és a hangyászmadárfélék (Thamnophilidae) családjába tartozó faj.

## Rendszerezése
A fajt Osbert Salvin angol ornitológus írta le 1866-ban.

## Alfajai
- Dysithamnus puncticeps flemmingi Hartert, 1900
- Dysithamnus puncticeps intensus Griscom, 1932
- Dysithamnus puncticeps puncticeps Salvin, 1866[2]

## Előfordulása
Costa Rica, Panama, Ecuador és Kolumbia területén honos. A természetes élőhelye a szubtrópusi vagy trópusi síkvidéki esőerdők. Állandó, nem vonuló faj.

## Megjelenése
Testhossza 11–12 centiméter, testsúlya 15–17 gramm.

## Életmódja
Főleg rovarokkal táplálkozik.

## Külső hivatkozások
- Képek az interneten a fajról
- Xeno-canto.org - a faj hangja és elterjedési területe